# Ołeksij Chramcow
Ołeksij Wołodymyrowycz Chramcow (ukr. Олексій Володимирович Храмцов; ur. 8 listopada 1975 w Symferopolu) – ukraiński piłkarz, grający na pozycji obrońcy.

## Kariera piłkarska

### Kariera klubowa
W 1996 rozpoczął karierę piłkarską w MFK Mikołajów. Następnie występował w drugiej drużynie Krywbas Krzywy Róg. W 1999 bronił barw Prykarpattia Iwano-Frankowsk. Latem 2002 został piłkarzem Tawrii Symferopol. W rundzie jesiennej sezonu 2005/06 występował w Stali Ałczewsk, po czym przeszedł do Zorii Ługańsk, w składzie której występował 4 lata, często pełniąc funkcje kapitana drużyny. Jesienią 2009 klub anulował kontrakt z piłkarzem. Na początku 2010 wyjechał do Uzbekistanu, gdzie podpisał kontrakt z klubem Navbahor Namangan, gdzie również został obrany na kapitana drużyny.